# Ulvingen Island
Ulvingen Island är en ö i Kanada.   Den ligger i territoriet Nunavut, i den norra delen av landet, 3 700 km norr om huvudstaden Ottawa. Arean är 82 kvadratkilometer.
Terrängen på Ulvingen Island är kuperad. Öns högsta punkt är 834 meter över havet. Den sträcker sig 24,9 kilometer i nord-sydlig riktning, och 8,1 kilometer i öst-västlig riktning.